# レバント海
レバント海（レバントかい、英: Levantine Sea）は、地中海の極東部の名称である。

## 地理
レバント海は、北はトルコ、東はシリア、レバノン、イスラエル、ガザ地区、南はエジプト、リビア、北西はエーゲ海によって境される。地中海公海（リビア海とも呼ばれる）との西の境界は、リビアのラス・アル・ヒラル岬とクレタ島南のガヴドス島とを結ぶ線で定義される。レバント海で最大の島はキプロス島である。最大水深は4384メートルで、クレタ島の南約80キロメートルのプリニー海溝である。レバント海は320,000平方キロメートルの地域に拡がっている。
キプロスとトルコの間にあるレバント海の北部はキリキア海と呼ばれる。また、大きな港であるイスケンデルン湾（北東）やアンタルヤ湾（北西）も北に位置する。
リヴァイアサンガス田は、レバント盆地の下のこの地域に位置している。

## 生態学
レバント海と紅海を結ぶスエズ運河は1869年に完成した。紅海は地中海東部よりも高いため、運河は紅海の水が地中海へと注ぐ感潮海峡として働く。運河の一部を形成する塩濃度の高い自然湖であるグレートビター湖は何十年もの間、紅海の生物種が地中海へと移動するのを妨げてきたが、湖の塩濃度は紅海の水によって徐々に均一化したことから移動の障壁は取り除かれ、紅海からの植物および動物が地中海東部に定着し始めている。この種の移動は、レセップス移動として知られている（運河を建設したフェルディナン・ド・レセップスに因む）。
1960年代のナイル川、アスワン・ハイ・ダムの建設は、レバント海への淡水と沈泥の流入量を減少させている。これによって、レバント海は以前と比べて塩濃度が高く、低栄養環境となり、歴史的に重要なイワシ漁業が崩壊している。また、塩濃度が高く低栄養環境の紅海に適応した生物種がより生育しやすい環境ともなっている。

## 推薦文献
- Özsoy, E. and H. Güngör (1993). The Northern Levantine Sea Circulation Based on Combined Analysis of CTD and ADCP Data, In: P. Brasseur (editor), Data Assimilation: Tools for Modelling the Ocean in a Global Change Perspective, NATO ASI Seeries, Springer-Verlag, Berlin.
- Sur, H. İ., Özsoy, E., and Ü. Ünlüata, (1992). Simultaneous Deep and Intermediate Depth Convection in the Northern Levantine Sea, Winter 1992, Ocean.